# Mike Garson
Michael David Garson (New York, 29 juli 1945) is een Amerikaanse pianist, songwriter en componist die vooral bekend is om zijn werk met David Bowie, Nine Inch Nails en The Smashing Pumpkins. Garson was het langstzittende bandlid van David Bowie.

## Carrière

### Vroege jaren
Garson studeerde muziek aan het Brooklyn College, hij studeerde af in 1970. Hij was lid van een rock/jazz band Brethren met Rick Marotta, Tom Cosgrove en Stu Woods. Met deze band werden twee albums opgenomen, Brethren (1970) en Moment of Truth (1971), uitgegeven op het label Tiffany. Ook speelde Garson op het album I'm the One van Annette Peacock, hierdoor kwam hij in contact met David Bowie en begon de basis van hun langdurige samenwerking.

### Met David Bowie
Garson was David Bowie's langstzittende bandlid, niet alleen in de studio, maar ook tijdens optredens. Zowel tijdens het eerste grote concert van Bowie in de Verenigde Staten, in het kader van diens Ziggy Stardust Tour, als tijdens zijn laatste optreden aldaar, was Garson achter de piano te vinden. Tussen deze twee optredens in traden ze meer dan duizend keer samen op.
Ook speelde Garson op de solo-albums van Mick Ronson, de gitarist van David Bowie, en vulde hij ook de band aan bij verschillende live tours.

### Verdere carrière
Parellel aan zijn werk met Bowie had Garson zijn eigen carrière als jazzpianist. In 1984 werd hij lid van het jazz ensemble Free Flight, opgericht door fluitist Jim Walker.
In 1993 begon Garson aan een reeks jazz vertalingen van grote thema's en filmmuziek uit hetzelfde jaar. Hij noemde deze reeks Screen Themes. In 1994 herhaalde hij deze oefening nog eens en noemde het deze keer Reel Romance. Beide albums werden uitgebracht door Discovery Records.
Garson werd in 1998 vanaf hun Adore concertreeks lid van de liveband van The Smashing Pumpkins. Hij verzorgde hier de keyboards, synthesizer en piano. Ook schreef hij samen met de gitarist van de band, Billy Corgan, de soundtrack voor de horrorfilm Stigmata (film) uit 1999. In 2000 werkte hij ook mee aan het volgende album van The Smashing Pumpkins; Machine/The Machines of God. In dezelfde periode speelde Garson ook samen met No Doubt en op het album The Fragile van Nine Inch Nails uit 1999. Samen met Trent Reznor, de zanger van Nine Inch Nails, schreef hij in 2014 ook de met een Grammy genomineerde soundtrack voor de film Gone Girl.
In 2010 ging Garson volledig uit zijn comfortzone en schreef hij mee aan het album Option Paralysis van de Amerikaanse mathcoreband The Dillinger Escape Plan. Zelf omschreef hij dit als een voorbeeld van hoe en pionier zich moet gedragen en hoe hij altijd zijn grenzen verlegt.

### Recenter werk
Garson trad op in een concertreeks Celebrating David Bowie die liep van begin 2017 to begin 2018. Samen met andere David Bowie bandleden begon hij ook in 2018 een nieuwe show A Bowie Celebration: The David Bowie Alumni Tour.
In december 2018 keerde Garson terug bij zowel The Smashing Pumpkins als Nine Inch Nails voor enkele lokale concerten in de omgeving van Los Angeles. Ook zette hij zijn samenwerking met Trent Reznor voort en namen ze in 2019 het openingsnummer voor de HBO-serie Watchmen.

## Privé
Garson trouwde op 24 maart 1968 met zijn vrouw Susan. Uit dit huwelijk heeft hij twee dochters, Jennifer en Heather, en zeven kleinkinderen. Hij woonde in Bell Canyon, Californië waar hij ook zijn opnamestudio had, tot zijn huis en studio met de grond gelijk werden gemaakt door de Woolsey Fires, een hevige natuurbrand die 1.643 huizen vernietigde en waarvoor 295.000 mensen geëvacueerd moesten worden.
Garson was lid van de Kerk van Scientology van 1970 tot 1982.

## Discografie
Hieronder enkel zijn solo-albums, voor zijn complete lijst van werken zie bovenstaand hoofdartikel.

### Solo-albums
- 1979: Avant Garson
- 1982: Jazzical
- 1986: Serendipity
- 1989: Remember Love
- 1990: The Mystery Man
- 1990: Oxnard Sessions, Vol.1
- 1992: A Gershwin Fantasia
- 1992: Oxnard Sessions, Vol.2
- 1998: Now! Music (Volume IV)
- 2003: Homage to My Heroes
- 2008: Conversations with My Family
- 2008: Lost in Conversation
- 2008: Mike Garson's Jazz Hat
- 2011: The Bowie Variations
- 2012: Wild Out West
- 2016: Monk Fell On Me
- 2020: Unleashed Volumes 1-6